# Daniel Boulanger
Daniel Boulanger (24. ledna 1922 Compiègne – 27. října 2014) byl francouzský herec, spisovatel, básník a dramatik. Byl členem Académie Goncourt od roku 1983; z důvodu nemoci roku 2008 odstoupil. Zemřel v roce 2014 ve věku 92 let.

## Filmografie
- 1960 : Le Farceur, režie Philippe de Broca
- 1960 : À bout de souffle, režie Jean-Luc Godard
- 1960 : Les Jeux de l'amour, režie Philippe de Broca
- 1960 : Tirez sur le pianiste, režie François Truffaut
- 1962 : L'Œil du Malin, režie Claude Chabrol
- 1966 : Le Roi de cœur, režie Philippe de Broca
- 1968 : La Mariée était en noir, režie François Truffaut
- 1969 : Le Diable par la queue, režie Philippe de Broca
- 1970 : Sortie de secours, režie Roger Kahane
- 1970 : Domicile conjugal, režie François Truffaut
- 1974 : Toute une vie, režie Claude Lelouch
- 1978 : Jeden hot a druhý čehý, režie Claude Zidi

## Dílo

### Sbírky povídek
- Vessies et lanternes (oceněno Cenou Francouzské akademie roku 1971)
- L'enfant de bohème

### Romány
- Mes coquins
- Le Ciel est aux petits porteurs, Grasset, 2006

### Poezie
- Les dessous du ciel
- Hôtel de l'image suivi de Drageoir
- Intailles
- Retouches
- Tchadiennes

### Divadelní kusy
- C'est à quel sujet!